# Villa Anna
Villa Anna är ett hotell i Odinslund i centrala Uppsala i Sverige.
Byggnaden uppfördes 1874 på beställning av brukspatronen Carl Edvard Ekman som avsåg att ge villan som en gåva till sin dotter Anna Gustafva Ekman och dennes make Knut Henning Gezelius von Schéele. Huset ritades av arkitektbröderna Axel och Hjalmar Kumlien. 1879 såldes byggnaden och användes därefter av Uppsala Läkarförening, Kalmar nation samt flickskolan Lindska Skolan innan den köptes av Uppsala domkyrkoförsamling. Idag ägs byggnaden av MIAB Förvaltning som driver hotell och restaurang i dess lokaler.